# 0827
0827 è il prefisso telefonico del distretto di Sant'Angelo dei Lombardi, appartenente al compartimento di Napoli.
Il distretto comprende parte della parte orientale della provincia di Avellino. Confina con i distretti di Foggia (0881) e di Cerignola (0885) a nord, di Melfi (0972) a est, di Muro Lucano (0976), di Battipaglia (0828) e di Salerno (089) a sud e di Avellino (0825) a ovest.

## Aree locali e comuni
Il distretto di Sant'Angelo dei Lombardi comprende 39 comuni inclusi nelle 3 aree locali di Montella (ex settori di Montella e Paternopoli), Sant'Angelo dei Lombardi (ex settori di Sant'Andrea di Conza, Sant'Angelo dei Lombardi e Teora) e Vallata (ex settori di Bisaccia e Vallata). I comuni compresi nel distretto sono: Andretta, Aquilonia, Bagnoli Irpino, Bisaccia, Cairano, Calabritto, Calitri, Caposele, Carife, Cassano Irpino, Castel Baronia, Castelfranci, Castelvetere sul Calore, Conza della Campania, Guardia Lombardi, Lacedonia, Lioni, Luogosano, Montella, Montemarano, Monteverde, Morra De Sanctis, Nusco, Paternopoli, Rocca San Felice, San Mango sul Calore, San Nicola Baronia, San Sossio Baronia, Sant'Andrea di Conza, Sant'Angelo all'Esca, Sant'Angelo dei Lombardi, Scampitella, Senerchia, Taurasi, Teora, Torella dei Lombardi, Trevico, Vallata e Vallesaccarda .